# Basílica de Nuestra Señora de los Mártires
La Basílica de Nuestra Señora de los Mártires (en portugués: Basílica de Nossa Senhora dos Mártires) es una iglesia católica que se encuentra en la Rua Garrett, en el Chiado, Lisboa (Portugal), en la parroquia de Santa María la Mayor (en el territorio de la antigua parroquia de los Mártires). Fue construida mediante parámetros estilísticos propios de la arquitectura del barroco y neoclásico tardío.
La parroquia de Nuestra Señora de los Mártires fue creada inmediatamente después de la reconquista de Lisboa en 1147,[cita requerida] que tiene su origen en una pequeña capilla construida para que fuese capaz albergar la imagen de la Virgen traída por los cruzados ingleses, conocida como Nuestra Señora de los Mártires en memoria de todos los soldados que murieron en combate en defensa de la fe cristiana.[cita requerida] Según la tradición, D. Afonso Henriques solicitó la ayuda y la protección a la Virgen, y en ella se realizó el primer bautismo en la ciudad después de la Reconquista. [cita requerida]
La ermita ya era una gran iglesia barroca en 1755, cuando fue completamente destruida durante el terremoto que afectó a Lisboa este año. La basílica actual fue diseñada por Reinaldo Manuel dos Santos, después de haber sido dedicada por las autoridades religiosas en marzo de 1784.[cita requerida]

## Véase también

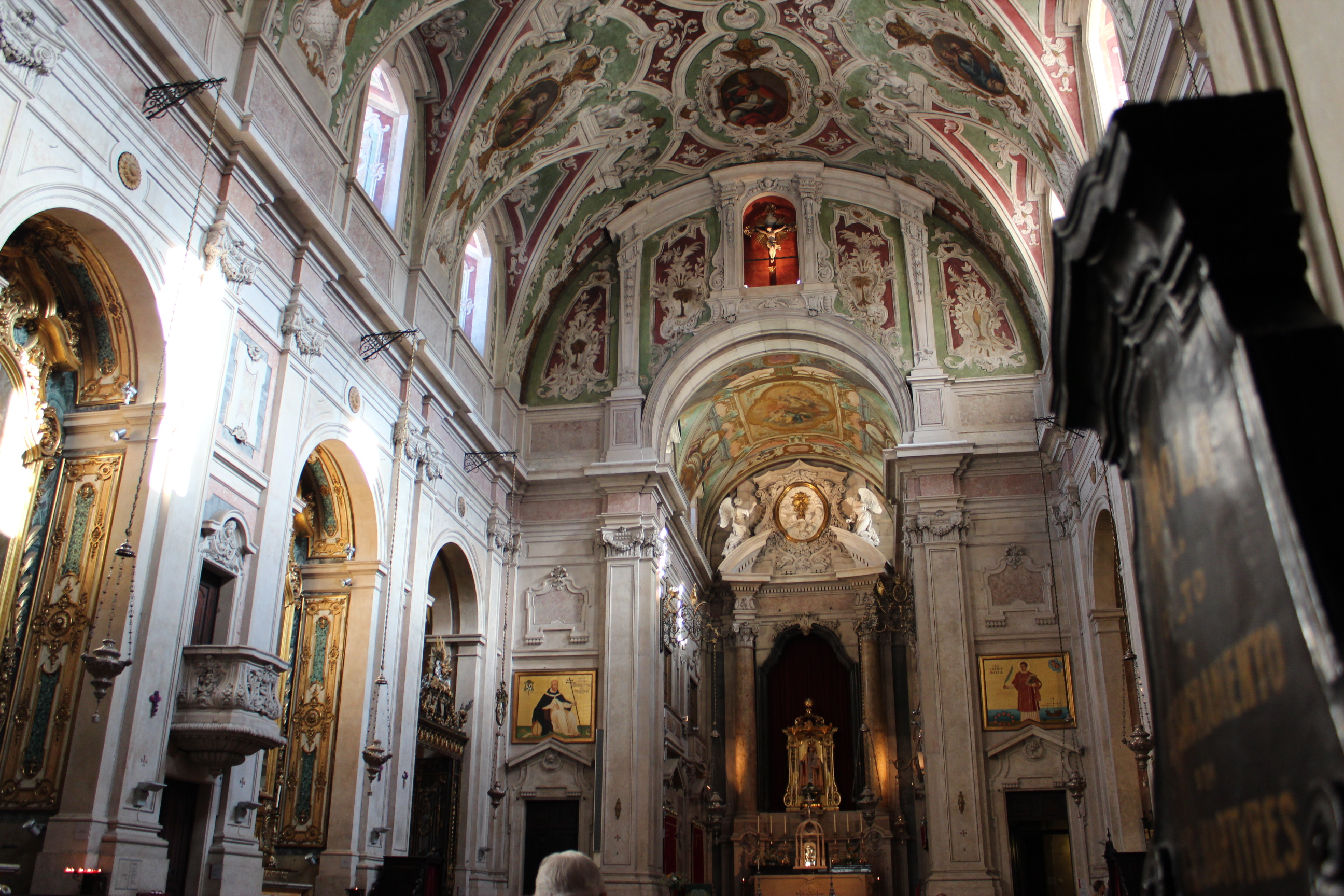
Vista interna